# MotoGP német nagydíj
A MotoGP német nagydíja a MotoGP egy versenye, mely 1952 óta folyamatosan szerepel a versenynaptárban. A versenyt már a sorozat létrejötte előtt, a 20-as, 30-as években is megrendezték.

## Helyszínek

Avus
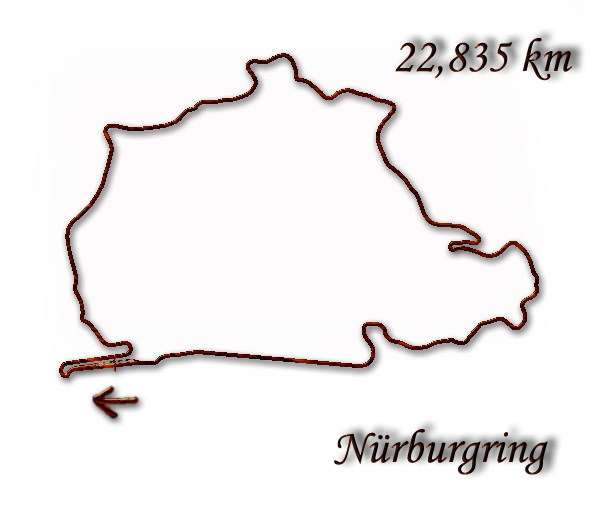
Nürburgring Nordschleife (1982-ig)
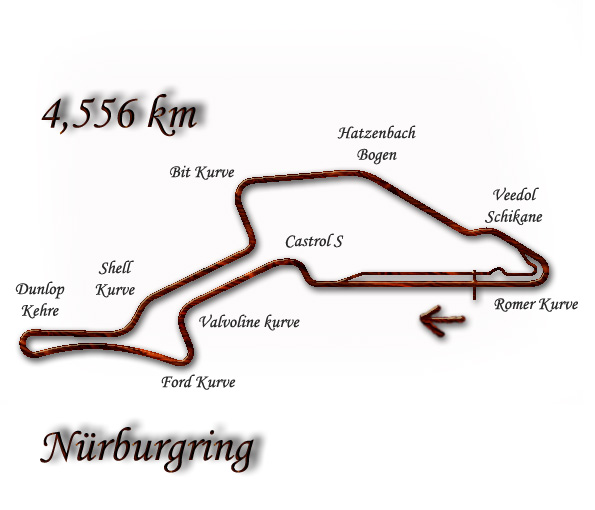
Nürburgring Grand Prix track (1997-ig)
Hockenheimring (1994-ig)
Sachsenring (1998-tól)

## A győztesek
A piros háttérrel jelzett versenyek nem képezték részét a világbajnokságnak.
| Év   | Helyszín    | Moto3       | Moto2      | Moto GP      | Összefoglaló |
| ---- | ----------- | ----------- | ---------- | ------------ | ------------ |
| 2025 | Sachsenring | David Muñoz | Deniz Öncü | Marc Márquez | Összefoglaló |

| Év   | Helyszín    | MotoE        | MotoE        | Moto3        | Moto2           | MotoGP            | Összefoglaló |
| Év   | Helyszín    | Verseny 1    | Verseny 2    | Moto3        | Moto2           | MotoGP            | Összefoglaló |
| ---- | ----------- | ------------ | ------------ | ------------ | --------------- | ----------------- | ------------ |
| 2024 | Sachsenring | Héctor Garzó | Héctor Garzó | David Alonso | Fermín Aldeguer | Francesco Bagnaia | Összefoglaló |
| 2023 | Sachsenring | Jordi Torres | Héctor Garzó | Deniz Öncü   | Pedro Acosta    | Jorge Martín      | Összefoglaló |

| Év   | Helyszín    | Moto3                              | Moto2                              | Moto GP                            | Összefoglaló                       |
| ---- | ----------- | ---------------------------------- | ---------------------------------- | ---------------------------------- | ---------------------------------- |
| 2022 | Sachsenring | Izan Guevara                       | Augusto Fernández                  | Fabio Quartararo                   | Összefoglaló                       |
| 2021 | Sachsenring | Pedro Acosta                       | Remy Gardner                       | Marc Márquez                       | Összefoglaló                       |
| 2020 | Sachsenring | A Covid19-pandémia miatt törölték. | A Covid19-pandémia miatt törölték. | A Covid19-pandémia miatt törölték. | A Covid19-pandémia miatt törölték. |

| Év   | Helyszín    | MotoE      | Moto3               | Moto2        | MotoGP       | Összefoglaló |
| ---- | ----------- | ---------- | ------------------- | ------------ | ------------ | ------------ |
| 2019 | Sachsenring | Niki Tuuli | Lorenzo Dalla Porta | Álex Márquez | Marc Márquez | Összefoglaló |

| Év   | Helyszín    | Moto3              | Moto2               | Moto GP            | Összefoglaló |
| ---- | ----------- | ------------------ | ------------------- | ------------------ | ------------ |
| 2018 | Sachsenring | Jorge Martín       | Brad Binder         | Marc Márquez       | Összefoglaló |
| 2017 | Sachsenring | Joan Mir           | Franco Morbidelli   | Marc Márquez       | Összefoglaló |
| 2016 | Sachsenring | Khairul Idham Pawi | Johann Zarco        | Marc Márquez       | Összefoglaló |
| 2015 | Sachsenring | Danny Kent         | Xavier Siméon       | Marc Márquez       | Összefoglaló |
| 2014 | Sachsenring | Jack Miller        | Dominique Aegerter  | Marc Márquez       | Összefoglaló |
| 2013 | Sachsenring | Álex Rins          | Jordi Torres        | Marc Márquez       | Összefoglaló |
| 2012 | Sachsenring | Sandro Cortese     | Marc Márquez        | Dani Pedrosa       | Összefoglaló |
| Év   | Helyszín    | 125 cm³            | Moto2               | Moto GP            | Összefoglaló |
| 2011 | Sachsenring | Héctor Faubel      | Marc Márquez        | Dani Pedrosa       | Összefoglaló |
| 2010 | Sachsenring | Marc Márquez       | Toni Elías          | Dani Pedrosa       | Összefoglaló |
| Év   | Helyszín    | 125 cm³            | 250 cm³             | Moto GP            | Összefoglaló |
| 2009 | Sachsenring | Julián Simón       | Marco Simoncelli    | Valentino Rossi    | Összefoglaló |
| 2008 | Sachsenring | Mike di Meglio     | Marco Simoncelli    | Casey Stoner       | Összefoglaló |
| 2007 | Sachsenring | Talmácsi Gábor     | Aojama Hirosi       | Dani Pedrosa       | Összefoglaló |
| 2006 | Sachsenring | Mattia Pasini      | Takahasi Júki       | Valentino Rossi    | Összefoglaló |
| 2005 | Sachsenring | Mika Kallio        | Dani Pedrosa        | Valentino Rossi    | Összefoglaló |
| 2004 | Sachsenring | Roberto Locatelli  | Dani Pedrosa        | Max Biaggi         | Összefoglaló |
| 2003 | Sachsenring | Stefano Perugini   | Roberto Rolfo       | Sete Gibernau      | Összefoglaló |
| 2002 | Sachsenring | Arnaud Vincent     | Marco Melandri      | Valentino Rossi    | Összefoglaló |
| Év   | Helyszín    | 125 cm³            | 250 cm³             | 500 cm³            | Összefoglaló |
| 2001 | Sachsenring | Simone Sanna       | Marco Melandri      | Max Biaggi         | Összefoglaló |
| 2000 | Sachsenring | Ui Júicsi          | Olivier Jacque      | Alex Barros        | Összefoglaló |
| 1999 | Sachsenring | Marco Melandri     | Valentino Rossi     | Kenny Roberts, Jr. | Összefoglaló |
| 1998 | Sachsenring | Manako Tomomi      | Harada Tecuja       | Michael Doohan     | Összefoglaló |
| 1997 | Nürburgring | Valentino Rossi    | Harada Tecuja       | Michael Doohan     | Összefoglaló |
| 1996 | Nürburgring | Tokudome Maszaki   | Ralf Waldmann       | Luca Cadalora      | Összefoglaló |
| 1995 | Nürburgring | Aoki Harucsika     | Max Biaggi          | Daryl Beattie      | Összefoglaló |
| 1994 | Hockenheim  | Dirk Raudies       | Loris Capirossi     | Michael Doohan     | Összefoglaló |
| 1993 | Hockenheim  | Dirk Raudies       | Doriano Romboni     | Daryl Beattie      | Összefoglaló |
| 1992 | Hockenheim  | Bruno Casanova     | Pierfrancesco Chili | Michael Doohan     | Összefoglaló |
| 1991 | Hockenheim  | Ralf Waldmann      | Helmut Bradl        | Kevin Schwantz     | Összefoglaló |

| Év   | Helyszín         | 80 cm³               | 125 cm³             | 250 cm³             | 350 cm³           | 500 cm³           | Összefoglaló |
| ---- | ---------------- | -------------------- | ------------------- | ------------------- | ----------------- | ----------------- | ------------ |
| 1990 | Nürburgring      |                      | Doriano Romboni     | Wilco Zeelenberg    |                   | Kevin Schwantz    | Összefoglaló |
| 1989 | Hockenheim       | Peter Öttl           | Àlex Crivillé       | Sito Pons           |                   | Wayne Rainey      | Összefoglaló |
| 1988 | Nürburgring      | Jorge Martínez       | Ezio Gianola        | Luca Cadalora       |                   | Kevin Schwantz    | Összefoglaló |
| 1987 | Hockenheim       | Gerhard Waibel       | Fausto Gresini      | Anton Mang          |                   | Eddie Lawson      | Összefoglaló |
| 1986 | Nürburgring      | Manuel Herreros      | Luca Cadalora       | Carlos Lavado       |                   | Eddie Lawson      | Összefoglaló |
| 1985 | Hockenheim       | Stefan Dörflinger    | August Auinger      | Martin Wimmer       |                   | Christian Sarron  | Összefoglaló |
| 1984 | Nürburgring      | Stefan Dörflinger    | Ángel Nieto         | Christian Sarron    |                   | Freddie Spencer   | Összefoglaló |
| Év   | Helyszín         | 50 cm³               | 125 cm³             | 250 cm³             | 350 cm³           | 500 cm³           | Összefoglaló |
| 1983 | Hockenheim       | Stefan Dörflinger    | Ángel Nieto         | Carlos Lavado       |                   | Kenny Roberts     | Összefoglaló |
| 1982 | Hockenheim       | Eugenio Lazzarini    |                     | Anton Mang          | Manfred Herweh    | Randy Mamola      | Összefoglaló |
| 1981 | Hockenheim       | Stefan Dörflinger    | Ángel Nieto         | Anton Mang          | Anton Mang        | Kenny Roberts     | Összefoglaló |
| 1980 | Nürburgring Nord | Stefan Dörflinger    | Guy Bertin          | Kork Ballington     | Jon Ekerold       | Marco Lucchinelli | Report       |
| 1979 | Hockenheim       | Gerhard Waibel       | Ángel Nieto         | Kork Ballington     | Jon Ekerold       | Wil Hartog        | Összefoglaló |
| 1978 | Nürburgring Nord | Ricardo Tormo        | Ángel Nieto         | Kork Ballington     | Katajama Takazumi | Virginio Ferrari  | Összefoglaló |
| 1977 | Hockenheim       | Herbert Rittberger   | Pier Paolo Bianchi  | Christian Sarron    | Katajama Takazumi | Barry Sheene      | Összefoglaló |
| 1976 | Nürburgring Nord | Ángel Nieto          | Anton Mang          | Walter Villa        | Walter Villa      | Giacomo Agostini  | Összefoglaló |
| 1975 | Hockenheim       | Ángel Nieto          | Paolo Pileri        | Walter Villa        | Johnny Cecotto    | Giacomo Agostini  | Összefoglaló |
| 1974 | Nürburgring Nord | Ingo Emmerich        | Fritz Reitmaier     | Helmut Kassner      | Helmut Kassner    | Edmund Czihak     | Összefoglaló |
| 1973 | Hockenheim       | Theo Timmer          | Kent Andersson      | Jarno Saarinen      | Teuvo Länsivuori  | Phil Read         | Összefoglaló |
| 1972 | Nürburgring Nord | Jan de Vries         | Gilberto Parlotti   | Kanaja Hideo        | Jarno Saarinen    | Giacomo Agostini  | Összefoglaló |
| 1971 | Hockenheim       | Jan de Vries         | Dave Simmonds       | Phil Read           | Giacomo Agostini  | Giacomo Agostini  | Összefoglaló |
| 1970 | Nürburgring Nord | Ángel Nieto          | John Dodds          | Kel Carruthers      | Giacomo Agostini  | Giacomo Agostini  | Összefoglaló |
| 1969 | Hockenheim       | Aalt Toersen         | Dave Simmonds       | Kent Andersson      | Giacomo Agostini  | Giacomo Agostini  | Összefoglaló |
| 1968 | Nürburgring Süd  | Hans-Georg Anscheidt | Phil Read           | Bill Ivy            | Giacomo Agostini  | Giacomo Agostini  | Összefoglaló |
| 1967 | Hockenheim       | Hans-Georg Anscheidt | Katajama Josimi     | Ralph Bryans        | Mike Hailwood     | Giacomo Agostini  | Összefoglaló |
| 1966 | Hockenheim       | Hans-Georg Anscheidt | Luigi Taveri        | Mike Hailwood       | Mike Hailwood     | Jim Redman        | Összefoglaló |
| 1965 | Nürburgring Süd  | Ralph Bryans         | Hugh Anderson       | Phil Read           | Giacomo Agostini  | Mike Hailwood     | Összefoglaló |
| 1964 | Solitude         | Ralph Bryans         | Jim Redman          | Phil Read           | Jim Redman        | Mike Hailwood     | Összefoglaló |
| 1963 | Hockenheim       | Hugh Anderson        | Ernst Degner        | Tarquinio Provini   | Jim Redman        |                   | Összefoglaló |
| 1962 | Solitude         | Ernst Degner         | Luigi Taveri        | Jim Redman          |                   |                   | Összefoglaló |
| 1961 | Hockenheim       | Miro Zelnik          | Ernst Degner        | Takahasi Kunimicu   | Frantisek Stastny | Gary Hocking      | Összefoglaló |
| 1960 | Solitude         |                      |                     | Gary Hocking        |                   | John Surtees      | Összefoglaló |
| 1959 | Hockenheim       |                      | Carlo Ubbiali       | Carlo Ubbiali       | John Surtees      | John Surtees      | Összefoglaló |
| 1958 | Nürburgring Nord |                      | Carlo Ubbiali       | Tarquinio Provini   | John Surtees      | John Surtees      | Összefoglaló |
| 1957 | Hockenheim       |                      | Carlo Ubbiali       | Carlo Ubbiali       | Libero Liberati   | Libero Liberati   | Összefoglaló |
| 1956 | Solitude         |                      | Romolo Ferri        | Carlo Ubbiali       | Bill Lomas        | Reg Armstrong     | Összefoglaló |
| 1955 | Nürburgring Nord |                      | Carlo Ubbiali       | Hermann Paul Müller | Bill Lomas        | Geoff Duke        | Összefoglaló |
| 1954 | Solitude         |                      | Rupert Hollaus      | Werner Haas         | Ray Amm           | Geoff Duke        | Összefoglaló |
| 1953 | Schottenring     |                      | Carlo Ubbiali       | Werner Haas         | Carlos Bandirola  | Walter Zeller     | Összefoglaló |
| 1952 | Solitude         |                      | Werner Haas         | Rudi Felgenheier    | Reg Armstrong     | Reg Armstrong     | Összefoglaló |
| 1951 | Solitude         |                      | Hermann Paul Müller | Enrico Lorenzetti   | Geoff Duke        | Geoff Duke        | Összefoglaló |

## A MotoGP létrejötte előtt, Európa-bajnoki futamként
| Év   | Helyszín             | 175 cm³          | 250 cm³            | 350 cm³            | 500 cm³            | Összefoglaló |
| ---- | -------------------- | ---------------- | ------------------ | ------------------ | ------------------ | ------------ |
| 1939 | Sachsenring          |                  | Nello Pagani       | Walter Hamelehle   | Dorino Serafini    | Összefoglaló |
| 1938 | Sachsenring          |                  | Ewald Kluge        | John White         | Georg Meier        | Összefoglaló |
| 1937 | Sachsenring          |                  | Ewald Kluge        | Harold Daniell     | Karl Gall          | Összefoglaló |
| 1936 | Hohenstein-Ernstthal |                  | H. G. Tyrell Smith | Freddie Frith      | Jimmy Guthrie      | Összefoglaló |
| 1935 | Hohenstein-Ernstthal |                  | Walfried Winkler   | Walter Rusk        | Jimmy Guthrie      | Összefoglaló |
| 1934 | Hohenstein-Ernstthal |                  | H. G. Tyrell Smith | Jimmie Simpson     | Otto Ley           | Összefoglaló |
| 1933 | AVUS                 |                  | Charlie Dodson     | Ernst Loof         | Josef Steltzer     | Összefoglaló |
| 1931 | Nürburgring          |                  | Elvetio Toricelli  | H. G. Tyrell Smith | Stanley Woods      | Összefoglaló |
| 1930 | Nürburgring          |                  | Les Crabtree       | Jimmy Guthrie      | Graham Walker      | Összefoglaló |
| 1929 | Nürburgring          | Arthur Geiß      | Syd Crabtree       | Wal Handley        | H. G. Tyrell Smith | Összefoglaló |
| 1928 | Nürburgring          | Arthur Geiß      | Syd Crabtree       | Pietro Ghersi      | Charlie Dodson     | Összefoglaló |
| 1927 | Nürburgring          | Willy Henkelmann | Cecil Ashby        | Jimmie Simpson     | Graham Walker      | Összefoglaló |
| 1926 | AVUS                 | Kurt Friedrich   | Jock Porter        | Jimmie Simpson     | Josef Steltzer     | Összefoglaló |
| 1925 | AVUS                 | Willy Zick       | Cecil Ashby        | Miro Maffeis       | Paul Köppen        | Összefoglaló |